# Xiatuo
Xiatuo (kinesiska: 下拖乡, 下拖) är en socken i Kina. Den ligger i provinsen Sichuan, i den sydvästra delen av landet, omkring 290 kilometer väster om provinshuvudstaden Chengdu. Antalet invånare är 1 103. Befolkningen består av 512 kvinnor och 591 män. Barn under 15 år utgör 22,0 %, vuxna 15-64 år 70 %, och äldre över 65 år 6,0 %.
Genomsnittlig årsnederbörd är 1 114 millimeter. Den regnigaste månaden är juni, med i genomsnitt 266 mm nederbörd, och den torraste är januari, med 5 mm nederbörd.